# Křížová cesta (Kozlovice)
Křížová cesta v Kozlovicích na Frýdecko-Místecku se nachází na svahu kopce Skalka dva kilometry severozápadně od centra obce.

## Historie
Křížová cesta byla postavena roku 2006, posvěcena byla 8. října 2006 ostravsko-opavským biskupem F. V. Lobkowitzem. Tvoří ji 14 zastavení v podobě dřevěných sloupků s dřevěnou kapličkou na vrcholu. Kapličky jsou vymalovány podle originálních předloh lidových olejomaleb z období přelomu 18. a 19. století. Každé ze zastavení chrání stříška z ručně štípaného šindele.
Originály maleb jsou součástí expozice sakrálního umění ve zrekonstruovaném areálu Fojtství.
U čtrnáctého zastavení stojí zvonička sv. Barbory (patronky havířů) s odpočívadlem.

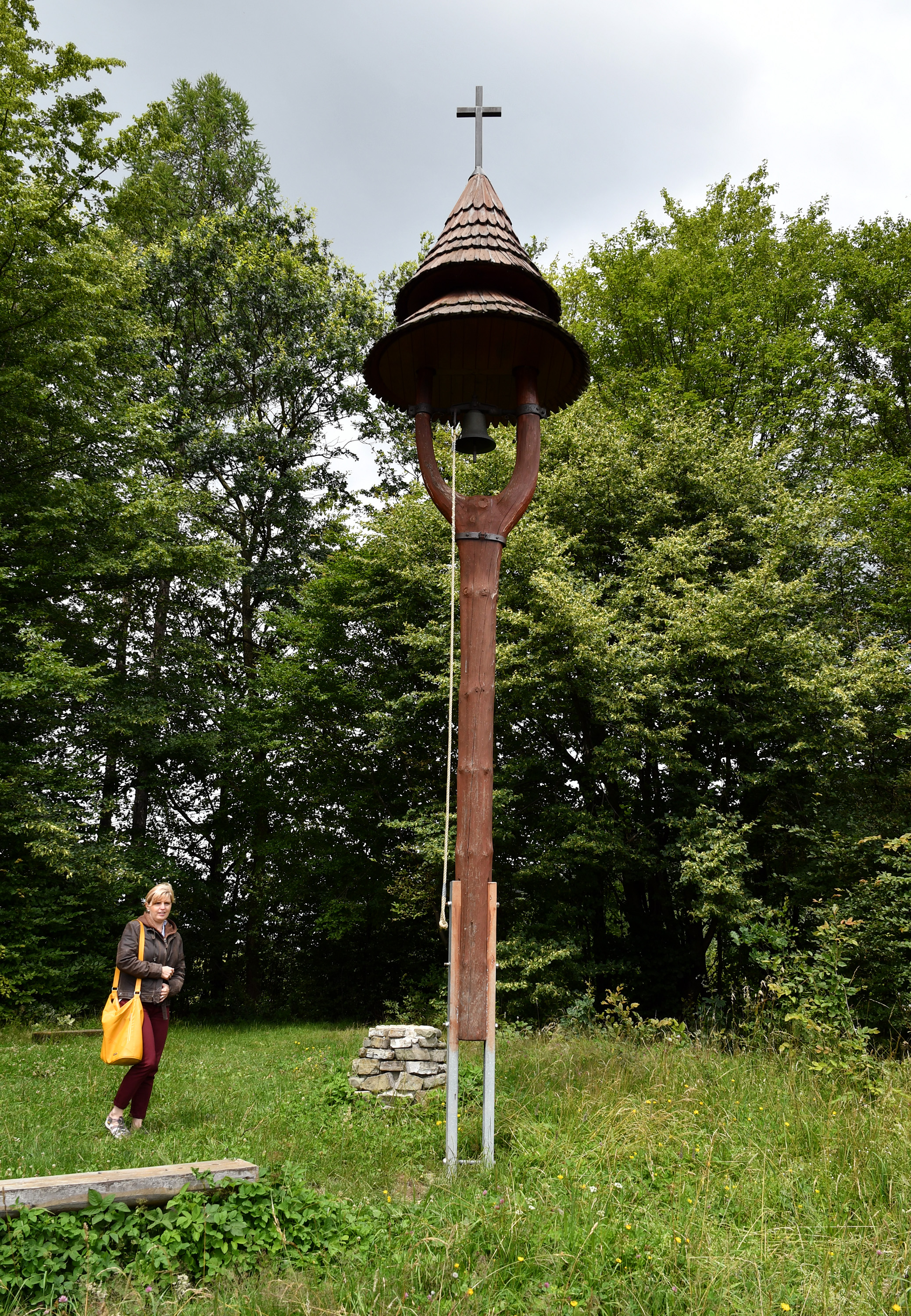
Zvonice sv. Barbory